# Leonídovo
Leonídovo (en rus: Леонидово) és un poble de l'óblast de Sakhalín, a l'Extrem Orient de Rússia, que el 2013 tenia 1.070 habitants. Pertany al districte de Poronaisk.